# Ricardo Mestre (ciclista)
Ricardo Jorge Mestre Correira (Faro, 11 de septiembre de 1983) es un ciclista portugués.

## Trayectoria
Profesional desde 2005, siempre en el equipo de la ciudad de Tavira, sus victorias más importantes han sido la Vuelta a Portugal 2011 y el Trofeo Joaquim Agostinho que ganó en dos oportunidades.
En octubre de 2012 fichó por el equipo vasco Euskaltel Euskadi, tras el nuevo proyecto del equipo de contratar ciclistas no nacidos en el País Vasco, Navarra o País Vasco francés (zona denominada Euskal Herria) o habían formado parte de las categorías inferiores de algún equipo de los territorios antes mencionados.
A finales de 2022 se informó que fue sancionado con tres años de suspensión por posesión de un método prohibido.

## Palmarés
2006
- 1 etapa de la Vuelta a Portugal
- 2.º en el Campeonato de Portugal en Ruta

2010
- 1 etapa en la Tour de Bulgaria

2011
- Trofeo Joaquim Agostinho, más 1 etapa
- Vuelta a Portugal, más 1 etapa

2012
- Trofeo Joaquim Agostinho, más 1 etapa

2018
- 1 etapa de la Vuelta a Asturias[3]

2019
- 2.º en el Campeonato de Portugal en Ruta

## Resultados en Grandes Vueltas y Campeonatos del Mundo
| Carrera         | Carrera         | 2005 | 2006 | 2007 | 2008 | 2009 | 2010 | 2011 | 2012 | 2013  | 2014 | 2015 | 2016 | 2017 | 2018 | 2019 | 2020 | 2021 | 2022 |
| --------------- | --------------- | ---- | ---- | ---- | ---- | ---- | ---- | ---- | ---- | ----- | ---- | ---- | ---- | ---- | ---- | ---- | ---- | ---- | ---- |
|                 | Giro de Italia  | —    | —    | —    | —    | —    | —    | —    | —    | 145.º | —    | —    | —    | —    | —    | —    | —    | —    | —    |
|                 | Tour de Francia | —    | —    | —    | —    | —    | —    | —    | —    | —     | —    | —    | —    | —    | —    | —    | —    | —    | —    |
|                 | Vuelta a España | —    | —    | —    | —    | —    | —    | —    | —    | —     | —    | —    | —    | —    | —    | —    | —    | —    | —    |
| Mundial en Ruta | Mundial en Ruta | —    | —    | —    | Ab.  | —    | —    | 59.º | —    | —     | —    | —    | —    | —    | —    | —    | —    | —    | —    |

—: no participa
Ab.: abandono

## Equipos
- Tavira-Prio (2005-2012)
  - Duja-Tavira (2005-2007)
  - Palmeiras Resort-Tavira (2007-2010)
  - Tavira-Prio (2011)
  - Carmin-Prio (2012)
- Euskaltel Euskadi (2013)
- Efapel-Glassdrive (2014)
- Team Tavira (2015)
- W52-FC Porto (2016-2022)